# Club Softbol Blau
Club Softbol Blau (CS Blau) va ser un club de softbol de l'Eixample de Barcelona, fundat el 1973. També conegut en els seus inicis com Club Azul o Club Zeleste, és considerat com un dels clubs pioners en la introducció del softbol a Catalunya. Fou impulsat per Conchita Pou Ribera, una de les primeres jugadores de softbol federades a l'Estat espanyol. L'entitat aconseguí diversos campionats de softbol destacant quatre Campionats de Catalunya (1977, 1978, 1979, 1990) i una lliga espanyola (1993), entre d'altres. El club desaparegué al final de l'any 1994. El seu uniforme era de color blau.

## Palmarès
- 1 Lliga espanyola de softbol: 1993
- 4 Campionat de Catalunya de softbol: 1977, 1978, 1979, 1990